# Condizionale
Il condizionale è un modo verbale abbastanza comune nelle lingue europee. Viene usato soprattutto per indicare un evento o situazione che ha luogo solo se è soddisfatta una determinata condizione.
Ecco alcuni esempi in lingua italiana:
- Verrei volentieri, se tu mi accompagnassi.
- Con un milione comprerei una casa.
- Al tuo posto, farei diversamente.

Si noti come la condizione non viene indicata con il verbo coniugato al condizionale, ma con un complemento (al tuo posto) o addirittura con un'intera frase subordinata (se tu mi accompagnassi). Altre volte, essa non viene affatto specificata:
- Vorrei provare i pantaloni rossi in vetrina.

In italiano, le due forme di questo modo sono il condizionale presente (forma semplice, come mangerei) e il condizionale passato (forma composta, come avrei mangiato).

## Il condizionale in alcune lingue
Formatosi più o meno nello stesso contesto storico del futuro semplice, il condizionale non proviene dal latino classico,  ma è comune nelle varie lingue romanze: in lingue come l'italiano, il francese o lo spagnolo, il condizionale ha oggi diverse funzioni che in latino erano riservate al congiuntivo. 
Le forme verbali del condizionale, come quelle del futuro, sono espressione di modalità: questo vuol dire che indicano, ognuna a modo suo, una certa insicurezza. La parentela con il futuro è evidente: ad esempio, in italiano sia le forme del futuro, sia le forme del condizionale sono state formate grazie alla combinazione dell'infinito del verbo da coniugare con varie forme del verbo avere (vedi futuro semplice e condizionale presente). Mentre il futuro viene tutt'oggi considerato come una forma dell'indicativo, il condizionale è classificato secondo la maggior parte dei grammatici come un modo verbale a sé stante. Resta comunque il fatto che condizionale e futuro sono forme verbali strettamente imparentate tra di loro tanto per origine, quanto per forma e significato.

### Futuro nel passato
Il condizionale si adatta in diverse lingue europee - romanze e non - ad esprimere il concetto di futuro nel passato. Si utilizza questa funzione per presentare degli esempi di condizionale dalla lingua inglese, tedesca, francese, spagnola e per l'italiano antico:
- I knew that she would come;

- Ich wusste, dass sie kommen würde;

- Je savais qu'elle viendrait;

- (Yo) sabía que vendría;

- (Io) sapevo che verrebbe (in lingua moderna: che sarebbe venuta)

Tra l'altro, gli esempi illustrano come, a seconda della lingua, si preferisce formare il condizionale in maniera di volta in volta diversa. L'inglese ed il tedesco si servono di un verbo ausiliare da coniugare: will oppure werden (per dare luogo ad una forma analitica; si tratta di verbi ausiliari usati anche per la formazione del futuro inglese e tedesco). Le lingue romanze preferiscono invece una forma unica (sintetica).

### Uso di cortesia del condizionale
Un altro uso classico del condizionale nelle varie lingue è quello di cortesia (ancora esemplificato seguendo l'ordine delle rispettive lingue rappresentate sopra):
- I would like to have a cup of coffee with you;

- Ich würde gerne einen Kaffee mit dir trinken;

- Je prendrais volontiers un café avec toi;

- Me gustaría tomar un café contigo;

- Mi piacerebbe prendere il caffè con te.

### Il condizionale come forma dell'insicurezza
Il condizionale ha inoltre un'importante funzione modale, e come detto indica ciò che avverrebbe sotto una determinata condizione:
- I would die without you;

- Ich würde ohne dich sterben;

- Sans toi, je mourrais;

- Sin ti, yo moriría;

- Senza (di) te morirei.